# Estación de Cheyres
La estación de Cheyres es una estación ferroviaria de la comuna suiza de Cheyres, en el Cantón de Friburgo.

## Historia y situación
La estación de Cheyres fue inaugurada en el año 1877 con la puesta en servicio del tramo Yverdon-les-Bains - Payerne de la conocida como línea del Broye transversal Friburgo - Payerne - Yverdon-les-Bains.
Se encuentra ubicada en el borde norte del núcleo urbano de Cheyres. Cuenta con un andén lateral al que accede una vía pasante.
En términos ferroviarios, la estación se sitúa en la línea Friburgo - Yverdon-les-Bains. Sus dependencias ferroviarias colaterales son la estación de Estavayer-le-Lac hacia Friburgo y la estación de Yvonand en dirección Yverdon-les-Bains.

## Servicios ferroviarios
Los servicios ferroviarios de esta estación están prestados por SBB-CFF-FFS:

### Regionales
- R Romont - Friburgo - Payerne - Yverdon-les-Bains. Trenes cada hora entre Romont e Yverdon-les-Bains, parando en todas las estaciones del trayecto.